# رابرت وب
رابرت وب (انگلیسی: Robert Webb؛ زادهٔ ۲۹ سپتامبر ۱۹۷۲) هنرپیشه، کمدین، نویسنده و تهیه‌کننده اهل انگلستان است. وی از سال ۱۹۹۵ میلادی تاکنون مشغول فعالیت بوده‌است.